# Kurija Stančić
Kurija Stančić, građevina u mjestu Stančić, u općini Brckovljani, zaštićeno kulturno dobro.

## Opis
Kurija, okružena parkom i nekolicinom pomoćnih objekata, smještena je uz cestu, nedaleko od naselja Brckovljani. Potječe iz druge pol. 18. st., a pripadala je obitelji Pozvek. Riječ je o jednokatnici pravokutne osnove zaključenoj četverostrešnim krovištem. Prizemlje je zidano od opeke i kamena dok je kat građen drvenim planjkama. Usprkos brojnim izmjenama može se pretpostaviti izvorni prostorni ustroj kojeg su činile tri prostorije u prednjem i tri, uključujući stubište, u stražnjem dijelu kata. Vanjština je izmijenjena novom žbukom u prizemnoj zoni i drvenom oblogom u katnoj. Kurija Stančić vrijedna je kao dio cjeline u koju je skladno uklopljena svojim još uvijek očuvanim volumenom.

## Zaštita
Pod oznakom Z-3414 zaveden je kao nepokretno kulturno dobro - pojedinačno, pravna statusa zaštićena kulturnog dobra, klasificirano kao "sakralna graditeljska baština".